# Москва (ракетен крайцер, 1979)
 Тази статия е за ракетния крайцер.  За столицата на Русия вижте Москва.  За реката в Русия вижте Москва (река).
„Москва“ е гвардейски ракетен крайцер на руския военноморски флот. Главен кораб на проекта 1164 „Атлант“. Влиза в състава на 30-а дивизия надводни кораби на Черноморския флот. Носител на ордена „Нахимов“.
Построен от корабостроителния завод „61 комунара“ в Николаев под името „Слава“. След отписването на противолодъчния крайцер „Москва“ от проекта 1123, наследява неговото име и става флагман на Черноморския флот. Принимал участие във военных конфликтах в Грузия (2008) и Сирия (2015), а также в блокадата на украинския флот в Крим (2014) и пълномащабното нахлуване в Украйна (2022).
В хода на руското нахлуване в Украйна, от 24 февруари 2022 г., корабът участва в превземането на острова Змийски. Именно по адрес на крайцера „Москва“ прозвучава фразата на украинския граничар, която впоследствие става крилата: „Руски военен кораб, иди на хуй“.
През нощта на 13 по 14 април 2022 г. в резултат на пожар и взрив корабът получава сериозни повреди. Според данни на украинските власти и според мнението на експерти, корабът е атакуван с две противокорабни ракети „Нептун“ от Военноморските сили на Украйна. На 14 април Министерството на отбраната на Русия съобщава, че крайцерът е потънал в условията на щорм при буксиране към пристанището поради повреди по корпуса, получени вследствие на детонация на боеприпаси по време на пожар.
Потъналият крайцер става най-голямата военна загуба за Русия във войната с Украйна. Според предположението на телерадиокомпанията Deutsche Welle, при начална стойност около 2 милиарда долара, остатъчната стойност на крайцера съставлява 750 милиона долара. Украйна присвоява на потъналия крайцер статус на объект от подводното културно наследство под № 2064.

## Описание
Предназначен е за нанасяне на удари по големите надводни кораби на противника, осигурява бойната устойчивост на корабните противолодъчни групи, противовъздушна отбрана на отдалечените съединения, огнева поддръжка на десанта.
Главен конструктор на проекта е началникът на Северното проектно-конструкторско бюро А. К. Перков, който по-късно е заменен от В. И. Мутихин.
Тактически номер: 121 (по-рано 126).

## История на службата

### „Слава“
Крайцерът „Слава“ е заложен през 1976 г. в 445 док на Корабостроителния завод „61 Комунара“ в Николаев. Спуснат е на вода през 1979 г. На 13 декември 1982 г. крайцерът е предаден за експлоатация и е приет във флота на 30 януари 1983 г. Извършва преход от Николаев към базата на Северния флот за провеждане на изпитателни стрелби. На 30 януари 1983 г., в акваторията на Николаевския корабостроителен завод 61 Комунара, е тържествено издигнат военноморския флаг на СССР на крайцера, който става петият кораб в историята на руския флот, носещ името „Слава“. Бойният флаг на предишния крайцер „Слава“ (бивш „Молотов“) е предаден на новия кораб и е издигнат от неговия последен командир – контраадмирал Н. Б. Мясоедов. За работите по усвояването на новото въоръжение и въвеждането в експлоатация първият командир на крайцера, капитан 1-ви ранг, В. О. Москаленко е удостоен с Държавната награда на СССР.
От 18 до 22 ноември 1986 г. има визита в гръцкия град Пирея.
В хода на провеждането на срещата в Малта (2 – 3 декември 1989 г.) между съветския лидер Михаил Горбачов и президента на САЩ Джордж Буш-старши се използва от съветската делегация за почивка, като в същото време делегацията на САЩ нощува на борда на присъстващия ракетен крайцер на ВМС на САЩ „Белнап“ (USS Belknap (CG-26). Корабите стоят на котва на рейда при крайбрежието на малтийския град Марсашлок. Щормовото време и неспокойното море водят до това, че някои от срещите са отменени или пренесени във времето, което води до наричането на тази среща от международните СМИ „съмитът на морската болест“. В края на краищата срещите се провеждат на борда на съветския круизен лайнер „Максим Горький“, намиращ се на котва в залива Марсашлок.
Крайцерът „Слава“ се връща в Николаев през декември 1990 г. за ремонт, който продължава до април 2000 г. На 21 март 1991 г. пристига в Николаев за основен ремонт и модернизация. В условията на политическата нестабилност е обсъждан въпроса за отписването на ракетния крайцер, за модернизацията на който няма достатъчно средства. Към корабостроителния завод „61 Комунара“ се образува дълг, който расте с всеки месец. За да се поправи някак си ситуацията, командването на Черноморския флот се обръща към правителството на Москва с молба да поеме попечителство над крайцера „Слава“. Обаче въпросът за задлъжнялостта пред николаевските корабостроители не е решен. За да се разплати със завода, командването на ЧФ приема решение за бартер – с отделни механизми и част от въоръжението на крайцера. В частност, са демонтирани установките АК-630. Демонтираното оборудване и въоръжение се планира за използване при дострояването на еднотипния крайцер „Украйна“. Самия крайцер, през 1999 г., е отведен в Севастопол.

### „Москва“
На 22 юни 1995 г. крайцерът е преименуван от „Слава“ на „Москва“.
След окончателното разделяне на флота, през 1997 г., и завършването на ремонта през 1999 г. крайцерът е преведен в Севастопол, където през август отново влиза в строй в 30-та дивизия надводни кораби.
През септември 2001 г. флагманът на Черноморския флот, ракетният крайцер „Москва“, под флага на началник щаба на ЧФ, вицеадмирал А. А. Татаринов, с командир на 30-та ДиНК В. Л. Васюков на борда посещава Тулон (Франция) и Бриндизи (Италия).
През 2003 г., начело на ОБК на ЧЧФ в състав СКР „Сметливий“ и „Ладний“, участва съвместно с бойните кораби на ЧТОФ ГПК „Адмирал Пантелеев“, „Маршал Шапошников“ и танкера „Владимир Колчицкий“ в руско-индийските военноморски учения Индра-2003.
През 2008 и 2009 г. участва в Средиземно море във военноморските учения, съвместно с кораби на Червенознаменният Северен флот.
От 9 до 12 август 2008 г. крайцера участва във въоръжения конфликт с Грузия във водите на Абхазия.
На 7 септември 2009 г. на борда на крайцера става инцидент. В някои СМИ се съобщава за взрив на парен котел и за 10 пострадали члена на екипажа. Командването на ВМФ опровергава тази информация, съобщавайки, че поради изтичане на дизелово гориво и попадането му на електрически проводник става задимяване на един от отсеците, а пострадали няма, провежда се разследване за причините на инцидента.
През 2012 г. крайцера престава да бъде отделна военна част.
По време на Операцията „Облачен стълб“ на Цахал, от 23 ноември 2012 г., Русия насочва към бреговете на Газа отряд военни кораби. В неговия състав влизат ракетният крайцер „Москва“, големият противолодъчен кораб „Сметливый“, големите десантни кораби „Новочеркаск“ и „Саратов“, морският буксир „МБ-304“ и танкерът „Иван Бубнов“. Корабите се насочват „в определеният от командването район на източното Средиземноморие“ и „трябва да бъдат готови за евакуацията на руските граждани от Газа, в случай на изостряне на обстановката“.
От 3 юли до 18 ноември 2013 г. крайцерът се намира на далечен поход. Корабът посещава портовете на Лисабон (Португалия), Хавана (Куба), Коринто (Никарагуа), Гуайра (Венецуела). Влиза и в порт на Кипър. Екипажът решава задачи в състава на своден междуфлотския отряд кораби на Военноморския Флот в Средиземно море и Атлантическия океан. През септември до ноември ГРКР „Москва“ изпълнява задачи като флагман на постоянното оперативно съединение на ВМФ на Русия в Средиземно море.
През март 2014 г. крайцерът, съвместно с други кораби на Черноморския Флот, участва в блокадата на украинските ВМС в залива Донузлав.
На 12 август 2014 г. гвардейският ракетен крайцер е посетен от Президента на Русия Владимир Путин с Президента на Египет Абдел Фатах Сиси.
Към 17 септември 2014 г. гвардейският ракетен крайцер се намира на бойна служба в Средиземно море, където сменя СКР „Сметливий“.
На 18 януари 2015 г. ракетният крайцер „Москва“ се връща в Севастопол от похода.
На 7 април 2015 г. крайцерът е поставен в док ПД—30 на 13-ия КРЗ в гр. Севастопол. Планирана е замяната на ЗРК С-300Ф „Форт“ със ЗРК С-400
След 9 май 2015 г. излиза за ходови изпитания след края на ремонта в 13-я кораборемонтен завод.
От 11 май до 21 май 2015 г. участва в руско-китайските военноморски учения „Морско взаимодействие−2015“.
На 1 юни 2015 г. отплава от Севастопол за Средиземно море, за изпълняване на задачи в състава на постоянното съединение кораби на ВМФ на Русия в Средиземно море.
От 6 до 14 юни 2015 г. участва в руско-египетските военноморски учения „Мост на дружбата-2015“ в Средиземно море, като походен щаб на групировката.
От 30 септември 2015 г. е начело на постоянното оперативно съединение на ВМФ на Русия, разположено в източната част на Средиземно море, осъществявайки прикритие за Авиационната група на ВВС на Русия в Сирия. За усилване на прикритието на авиационната част на ВКС на Русия в Сирия, от 25 ноември 2015 г., ракетния крайцер „Москва“ заема позиция в района на крайбрежието на провинцията Латакия, за следене на въздушния трафик в района на турско-сирийската граница, за да не се допуснат възможни провокации по отношение на руските летци. На крайцера се намира зенитната ракетна система С-300Ф „Форт“. В арсенала на крайцера „Москва“ има 64 зенитни ракети.
На 9 януари 2016 г. крайцерът се връща в Севастопол, след изпълняването на задачите си в Средиземно море и замяната му там на бойно дежурство от ракетния крайцер „Варяг“.
На 22 юли 2016 г. на гвардейския ракетен крайцер „Москва“ е връчен ордена на Нахимов.
На 31 юли 2016 г. участва в парада по случай Деня на ВМФ на Русия в Севастопол.
Според резултатите за 2016 г. гвардейският ракетен крайцер „Москва“ оглавява списъка на най-добрите кораби на Черноморския флот.
На 30 юли 2017 г. участва в парада по случай Деня на ВМФ на Русия в Севастопол.
През юли 2018 г. ръководството на ВМФ и ЧФ обсъждат решение за прекратяване на използването на крайцера, но на 19 юли представител на флота заявява, че не ства дума за отписването на крайцера от флота, ВМФ само докладва на генщаба, че модернизацията на кораба е нецелесъобразна поради липса на средства, а информацията, която се появява в СМИ, е изкривена. Поради това, че към този момент корабът не е на ход, се обсъждат два варианта за неговото транспортиране към Северодвинск; взето е решение кораба да получи ход в 13-ти кораборемонтен завод, за да може „Москва“, на свой ход, да се добере в Северодвинск за преминаване на модернизация в предприятието „Звездочка“. Заедно с това, договорът за модернизационните работи не е подписан, поради проблеми с финансирането, и е акцентирано върху възраждането на Севастополския морски завод, за това и ремонтът се осъществява в Севастопол.
На 5 юни 2019 г. излиза в морето за преминаване на ходови изпитания на главната енергетична установка след тригодишен основен ремонт.
През юли 2020 крайцерът „излиза от дока с основно отремонтиран двигател, замяна на дизел-генераторите и радиотехническите системи. Освен това, на крайцера са заменени стотици метри кабелни трасета“; споре уверенията на корабостроителите, „корабът ще прослужи след ремонта не едно десетилетие“. През август 2020 г. крайцерът се насочва в боен поход към Средиземно море.
На 30 април 2021 г. крайцерът „Москва“, за първи път в новата история, изпълнява ракетна стрелба в акваторията на Черно море с главния ракетен комплекс на кораба П-1000 „Вулкан“. Стрелбата е изпълнена по морски щит-мишена, имитиращ кораб на условния противник. Ракетата успешно поразява целта в морския полигон за бойна подготовка на дистанция от 30 км. Крайцерът „Москва“ излиза в морето в навечерието на стрелбата. В хода на ученията военните моряци, съвместно с екипажате на самолетите и вертолетите от морската авиация и ПВО на флота, отработват действия по противовъздушна отбрана. Според думите на командващия на Черноморския флот, вицеадмирал Игор Осипов, материалната част на крайцера „Москва“ се намира в строй, личният състав е здрав; „Флагманът се въвежда в състава на силите с постоянна готовност, като е готов за изпълнение на поставените задачи“.
- На 24 февруари 2022 г. заедно с патрулната корвета „Василий Биков“ обстрелва военното поделение на украинския Змийски остров.[48]

#### Участие в руското нахлуване в Украйна (2022)
В периода 24 февруари – 14 април 2022 г., по време на Руското нападение над Украйна, участва в ракетни атаки срещу украински селища.
Крайцерът участва в превземането на остров Змийски, където към крайцера „Москва“, от украински граничар, са произнесени думите, които впоследствие стават широко известни: „Руски военен кораб, иди на хуй“, също така, във връзка с това, на 13 април 2022 г. Украйна пуска в обръщение пощенска марка с изображението на крайцера „Москва“.
Според съобщения на украински СМИ, крайцерът „Москва“ също така участва в морската блокада на Одеса, Николаев и Очаков.
Вечерта на 13 април 2022 г. председателят на Одеската областна военна администрация полковник Максим Марченко заявява, че украинските военни са нанесли по руския крайцер удар с крилати ракети „Нептун“ и те са му причинили сериозни повреди. Няколко часа по-късно Министерството на отбраната на Русия съобщава, че на съда, в резултат на пожар, става детонация на боекомплекта, корабът има „сериозни повреди“, а екипажът на крайцера е напълно евакуиран. Прессекретарят на Пентагона Джон Кърби съобщава на CNN, че на крайцера и имало „поне един взрив“, който нанася на кораба сериозни повреди, но САЩ не могат да кажат дали той е предизвикан от ракетен удар. На 14 април 2022 г. Министерството на отбраната на Русия заявява: „Огнището на пожара на крайцера „Москва“ е локализирано. Няма открит пламък. Взривовете на боеприпаси са прекратени“. Вечерта на същия ден Министерството на отбраната на Русия съобщава, че крайцерът е потънал при буксирането му към пристанището на базиране в условията на буря.
На 16 април МО на Русия публикува видеокадри където, както се твърди, е показана срещата на главнокомандващия ВМФ на Русия адмирал Николай Евменов с екипажа на „Москва“. За броя моряци, участващи на срещата, официално не се съобщава, но агенцията „Ройтерс“, основавайки се на примерно преброяване на хората от публикуваните кадри, оценява техния брой като примерно сто души. На видеокадрите заедно с екипажа присъства и командирът на „Москва“ Антон Куприн. На 22 април МО на РФ заявява, че от членовете на екипажа на крайцера в хода на борбата за живучест на кораба са загинали 1, изчезнали са безследно 27, а са евакуирани 396 души.
Гибелта на „Москва“ става най-скъпата военна загуба за Ръсия във войната с Украйна. Според предположението на телерадиокомпанията Deutsche Welle, при начална стойност около 2 млрд. долара остатъчната стойност на крайцера съставлява 750 млн. долара.
На 21 април Антон Куприн, за гибелта на който съобщават украинските СМИ, е внесен от Великобритания в санкционния списък като командир на руската фрегата „Адмирал Есен“.
Лежащите на дъното на Черно море обломки на крайцера „Москва“ са внесени в регистъра на обектите на подводното културно наследство на Украйна под номера 2064.

## Командири на кораба
- контраадмирал Москаленко, Вадим Олегович (юни 1979 – юни 1984),
- капитан 1-ви ранг Крикунов, Виктор Алексеевич (юни 1984 – февруари 1988),
- капитан 1 ранг Василчук, Василий Василиевич (февруари 1988 – юни 1989),
- капитан 1 ранг Лесной, Виктор Сергеевич (юни 1989 – юни 1993),
- капитан 1 ранг Ермоленко, Дмитрий Владимирович (юни 1993 – април 1996),
- контраадмирал Богдашин, Владимир Иванович (април 1996 – февруари 1998),
- капитан 1 ранг Куликов, Валерий Владимирович (февруари 1998 – декември 1999),
- капитан 1 ранг Железняков, Алексей Михайлович (декември 1999 – 2002),
- капитан 1 ранг Щербицкий, Александър Вадимович (2002 – 2006),
- капитан 1 ранг Смоляк, Игор Владимирович (юли 2006 – юни 2009),
- капитан 1 ранг Тронев, Сергей Иванович (юни 2009 – януари 2015),
- капитан 1 ранг Шварц, Александър Тиборович (януари 2015 – декември 2016),
- капитан 1 ранг Добринин, Дмитрий Константинович (януари 2016 – юни 2017),
- капитан 1 ранг Князев, Олег Ярославович (юли 2017 – 2020),
- капитан 1 ранг Куприн, Антон Валериевич (2020 – 2022 до гибелта на кораба[62])

## Фотографии
- РК „Москва“ на швартови
- Фотография на РК от 1985 г., снимката е от разузнавателен самолет
- Леонид Кучма и Владимир Путин на борда на крайцера „Москва“, юли 2001
- Гвардейският Орденоносен Военноморски флаг на крайцера

## Коментари
1. ↑  По данни на РИА Новости – 416 души (в т.ч. 38 офицера): www.rian.ru
2. ↑  Буквите показват принадлежността към определен класː ВВ – линкор, СС, CL, СА – съответно линеен, лек или тежък крайцер, CV – самолетоносач, DD – разрушител, SS – подводница и т.н.